# Francesca Palopoli
Francesca Palopoli (Roma, 19 luglio 1927 – Roma, 20 ottobre 2011) è stata un'attrice e doppiatrice italiana.

## Biografia
Attrice teatrale, esordisce negli anni cinquanta in un piccolo ruolo nel film È arrivato l'accordatore, diretta dal regista Duilio Coletti; contando su un fisico esile e minuto, per tutta la durata degli anni teatrali si adatta a ruoli ritagliati sulla sua figura, spesso interpretando la parte dell'insegnante o della domestica. Dopo essere entrata nella compagnia di Peppino De Filippo, verso la metà degli anni sessanta, si dedica quasi esclusivamente al doppiaggio, facendone la sua principale professione. 
Dotata fin da giovane di una voce che mal si adattava alle sue coetanee, in qualità di doppiatrice si specializza perlopiù a prestare la propria voce a donne anziane o comunque attempate. Tra le attrici a cui ha prestato la voce in ambito cinematografico, si possono citare Angela Lansbury, Jessica Tandy, Lillian Gish e Alice Drummond; mentre per le serie televisive Margaret Hamilton per La famiglia Addams la quale doppiò lo stesso personaggio anche nella successiva serie animata.
Molto attiva anche nel doppiaggio dei cartoni animati, tra i personaggi più noti a cui diede la voce, si possono citare il personaggio di Persefone in C'era una volta... Pollon e il personaggio di Obaba in Ranma ½ per conto della Dynamic Italia, in sostituzione della deceduta Isa Di Marzio; in altre serie animate, è stata spesso una delle voci aggiuntive a personaggi secondari come Rachel Lynd e Zia Giuseppina Barry in Anna dai capelli rossi o la nonna di Nico in Juny peperina inventatutto e diversi personaggi delle serie televisive di Lupin III.

## Doppiaggio (lista parziale)

### Film
- Angela Lansbury in Nanny McPhee - Tata Matilda
- Alice Drummond in In & Out
- Jean Heywood in Billy Elliot
- Jackie Burroughs in La zona morta
- Kotoko Kawamura in Memorie di una geisha
- Liz Smith in La famiglia omicidi
- Donatella Della Nora in Gli infermieri della mutua
- Salvatore Baccaro in L'esorciccio
- Franca Scagnetti in Una vacanza del cactus
- Una O'Connor in L'uomo invisibile (ridoppiaggio)
- Florence Schauffler in Bachelor Party - Addio al celibato
- Lilyan Chauvin in Natale di sangue
- Miriam Margolyes in L'età dell'innocenza
- Susan Field in Frankenstein di Mary Shelley

### Film d'animazione
- Rosetta in Lupin III - La leggenda dell'oro di Babilonia
- Tanana in Koda fratello orso
- Lizzie in Cars - Motori ruggenti e Cars 2

### Serie televisive
- Margaret Hamilton in La famiglia Addams
- Helen Stirling in Mamma Lucia
- Dorothy Tutin in Rossella
- Reta Shaw in Vita da strega

### Telenovelas
- Rachel Ames in General Hospital (1ª voce)
- Ruth Warrick in La valle dei pini (2ª voce)
- Chela Ruiz in Rosa... de lejos, Amore gitano, Romanzo
- Susy Kent in Veronica, il volto dell'amore
- Lourdes Mayer in Dancin' Days (2ª voce)
- Nya Quesada in Manuela
- Bertha Moncayo in Disperatamente tua
- Isabela Corona in Victoria (2ª voce)
- Mahuampi Acosta in Cristal
- Floria Bloise in Grecia
- Lydia Lamaison in La forza dell’amore
- Hilda Bernard in Povera Clara
- María Teresa Acosta in Luisana mia
- Yara Côrtes in La bottega dei miracoli
- Gloria Morel in Rosa selvaggia

### Serie animate
- Rachel Lynd (1ª voce, episodi 1-8) e zia Giuseppina Barry (2ª voce, episodi 37-45) in Anna dai capelli rossi
- Obaba (2ª voce, doppiaggio Dynit, episodi 51-126) in Ranma ½
- Nonna Addams (1º doppiaggio) in La famiglia Addams
- Persefone in C'era una volta... Pollon
- Nonna di Lulù in Lulù l'angelo tra i fiori
- Nonna di Lowell e Regina Vittoria in Georgie
- Nonna Tobi geri in Robottino
- Nonna di Nico in Juny peperina inventatutto
- Nonna Martin in Gli Astromartin
- Tecla in L'ape Maia
- Nonna Grimm e Granny Cornacchia in Carletto il principe dei mostri

## Filmografia
- È arrivato l'accordatore, regia di Duilio Coletti (1952)
- Il romanzo di un maestro, regia di Mario Landi – miniserie TV (1959)
- Non lasciamoci più – serie TV, episodio 2x03 (2001)